# 순례자의 노래
《순례자의 노래》는 1984년 4월 8일에 MBC TV에서 방영되었던 베스트셀러극장이다.

## 줄거리
침입괴한 죽인 주부
인형만들기가 취미인 혜자(오미연)는 남편과 딸을 둔 평범한 주부였다.
어느 무더운 여름 날 속치마 차림으로 인형을 만들고 있던 혜자는 느닷없이 나타난 괴한을 보고 당황, 전기인두로 그를 죽인다.
그러나 사건 당시의 여러 가지 정황이 말미암아 혜자는 남편의 오해를 사게 되고, 정당방위로 풀려나면서도 끝내 정신병원에 입원을 하게 된다.

## 출연
- 오미연
- 김무생
- 김영옥
- 나종미
- 이호재
- 강계식
- 이기영
- 홍민우
- 지윤성
- 이수나
- 김정
- 강미
- 서권순
- 박영지
- 김애경
- 이미지
- 조형기
- 김명희
- 서갑숙
- 이동신
- 김주승
- 이순화